# Sibirocosa manchurica
Sibirocosa manchurica är en spindelart som beskrevs av Marusik, Azarkina och Koponen 2004. Sibirocosa manchurica ingår i släktet Sibirocosa och familjen vargspindlar. Inga underarter finns listade i Catalogue of Life.